# Phumosia spangleri
Phumosia spangleri este o specie de muște din genul Phumosia, familia Calliphoridae, descrisă de Zumpt în anul 1970.
Este endemică în Uganda. Conform Catalogue of Life specia Phumosia spangleri nu are subspecii cunoscute.